# Cazierius gundlachii
Espèce
Synonymes
- Diplocentrus gundlachii Karsch, 1880
- Diplocentrus orientalis Franganillo, 1935

Cazierius gundlachii est une espèce de scorpions de la famille des Diplocentridae.

## Distribution
Cette espèce est endémique de Cuba. Elle se rencontre dans les provinces de Guantánamo, de Santiago de Cuba et de Granma.

## Description
Le mâle décrit par Francke en 1978 mesure 28,20 mm et la femelle 33,15 mm
Les mâles mesurent de 24,41 à 36,80 mm et les femelles de 25,70 à 41,93 mm.

## Systématique et taxinomie
Cette espèce a été décrite sous le protonyme Diplocentrus gundlachii par Karsch en 1880. Elle est placée dans le genre Cazierius par Francke en 1978.

## Étymologie
Cette espèce est nommée en l'honneur de Juan Gundlach.

## Publication originale
- Karsch, 1880 : Arachnologische Blätter. X. Scorpionologische fragmente. Zeitschrift für die gesammten Naturwissenschaften, Halle, vol. 53, p. 404-409.